# Vjatjeslav Kuprijanov
Vjatjeslav Glebovitj Kuprijanov, född 23 december 1939 i Novosibirsk, är en rysk författare, poet och översättare av företrädesvis tyskspråkig litteratur.

## Biografi
Vjatjeslav Kuprijanov föddes i en läkarfamilj i Novosibirsk.
Kuprijanov studerade vid Moskvas statliga lingvistiska universitet och började under 1960-talet översätta och introducera tyskspråkig poesi, särskilt Rainer Maria Rilke. Parallellt med översättandet skrev och publicerade han egna verk i tidningar och tidskrifter.
Kuprijanovs dikter har översatts till mer än 40 språk, däribland svenska. Tillsammans med poeterna och nära vännerna Arvo Mets, Vladimir Buritj och Gennadij Aleksejev räknas han som en av grundarna och främsta utövarna av fri vers på ryska. Hans experimentella prosa är mindre översatt men har bland annat uppmärksammats inom det tyska språkområdet.
Kuprijanov har tilldelats en rad internationella och inhemska utmärkelser för sitt författarskap, däribland Buninpriset 2010.
Han bor och arbetar i Moskva.

### Publikationer utanför Ryssland (urval)
- «In Anyone's Tongue», Forest Books, 1993 (engelska)
- «Mitlesebuch 96», Aphaia Verlag, на немецком, Berlin, 2006, 2011. (tyska)
- «Despre Adevarul Coliivilor» («О справедливости клеток»), VINIA, Бухарест, 2009, перевел на румынский Лео Бутнару. (rumänska)
- «Der Baer Tanzt»(«Медведь пляшет»,), на русском и немецком, Pop-Verlag, Ludwigsburg, перевод Петера Штегера, 2010. (ryska/tyska)
- «Нельзя / Verboten», Gedichte, Russisch-Deutsch, Pop-Verlag, Ludwigsburg, 2012. (ryska/tyska)
- «Уроки / Leçons», стихотворения, на русском и французском, PEBO Verlag, Kelmis, Бельгия, 2012. (ryska/franska)
- «Wilder Westen» («Дикий Запад»), Pop-Verlag, Ludwigsburg; Gedichte, aus dem Russischen von Peter Steger, 2013. ISBN 978-3-86356-065-2 (tyska)
- Poems for the Hazara, Full Page Publishing, 2014
- Viacheslav Kupriyanov, «Srijansilata / CREATIVITY», книга стихов на языке бенгали, Калькутта,  перевел с английского Амаль Кор. 2015. (bengali/engelska)
- «Luminescncia / Озарение», стихи, на русском и португальском, перевод Авроры Бернардини, изд. «Калинка», Сан Паулу, Бразилия, 2016. (ryska/brasiliansk portugisiska)
- «Втор час…», «Второй урок…», стихи на македонском, Македония, Скопье, 2016. (makedonska)
- «Vuciji zov» («Волчий зов»), izbrane pesme, Nagrada «Evropski atlas lirike», Перевод с русского Веры Хорват,  Баня Лука, Республика Сербска, 2017. (serbiska)
- «Hastakshar sharad ritu ke», 2018, на хинди, New Delhi. (hindi)
- «Duet of Iron», Japan, «Jupta books» (Kyoto), 2018. (engelska/japanska)

### Översättningar (urval)
- Rainer Maria Rilke, Избранные стихотворения (Valda dikter), РАДУГА, 2003.
- Rainer Maria Rilke, Избранные стихотворения (Valda dikter), ЭКСМО, 2006.
- Зарубежная поэзия в переводах Вячеслава Куприянова (Utländsk poesi i översättning av Vjatjeslav Kuprijanov). М.: Радуга, 2009.
- Hans Magnus Enzensberger, ГОЛОВОЛОМКА, Стихотворения и проза, ОГИ, 2019.